# Gaoth Dobhair
Gaoth Dobhair (engelska: Gweedore) är en ort på kusten av Atlantiska oceanen i grevskapet Donegal på Irland. Den ligger i provinsen Ulster, i den norra delen av landet, 230 km nordväst om huvudstaden Dublin. Gaoth Dobhair ligger 60 meter över havet och antalet invånare är 4 200. Orten ligger i en gaeltacht, vilket betyder att iriska talas av majoriteten av invånarna.

## Kända infödda
- Enya
- Mairéad Ní Mhaonaigh (Altan)
- Moya Brennan
- Clannad